# Ципелићи
Ципелићи (енгл. The Shoe People) је позната цртана серија, први пут приказана 1987. године на телевизијама у Уједињеном Краљевству, а касније и у 62 земље широм света. Творац „Ципелића“ је Џејмс Дрискол (енгл. James Driscoll).

## Радња
Радња се дешава у Ципелграду, измишљеном граду ципела, а становници града, главни ликови, су ципеле које оживе сваки пут када стари обућар изађе из обућарске радње и снажно залупи врата подижући прашину за собом. Он на полице додаје ципеле које не може да поправи. На полицама су: војничке цокуле, сандале, чизме, балетске патике,... Чим напусти радњу, ципеле настављају свој живот и авантуре у свом измишљеном свету. Одлазе на концерте, посећују једни друге, иду на плажу, пикник,...

## Емитовање у Србији
У Србији емитовање је организовано на РТС 1, првом каналу Јавног сервиса Србије. Синхронизацију је радио студио Призор.Емитовала се сваког радног јутра, од понедељка до петка, одмах после Вести у 7 сати. Тако, да су је многи пратили пре одласка у школу. Доживела је више репризирања и остала многима у сећању на детињство.

## Ликови
- Милек Чизмић (енгл. P.C. Boot); полицајац-позорник задужен за ред и мир у Ципелграду, живи у полицијској станици.
- Деветар Цокулић (енгл. Sergeant Major); војничка чизма - води строг начин живота. Придржава се правила, воли да маршира, под конац уређује свој травњак и башту. Живи поред Скитуљка, чија га неуредна башта страшно иритира.
- Скитуљко (енгл. Trampy); стара чизма - носи велики шешир, а на предњој страни има рупу у облику звезде. Немаран је, опуштен и неуредан. Живи поред Деветара Цокулић
- Чарли (енгл. Charlie); кловн - забавља Ципелиће триковима и акробацијама, живи у циркуском шатору.
- Пируета (енгл. Margot); балерина која изводи пируете. Чува Попкицу Бебић.
- Шљапко Локвић (енгл. Wellington); гумена чизма - воли кишно време и шљапкање по барицама.
- Попка Бебић (енгл. Baby Bootee); дечја патофна.
- Шуњало (енгл. Sneaker); носи повез-маску на очима и воли да се шуња около, појављује се изненада на местима где га нико не очекује. Ретко се појављује у епизодама.
- Гилда ван Кломпић (енгл. Guilder Van Der Clog); холандска дрвена кломпа - живи у ветрењачи.
- Нанулина (енгл. Flip Flop); нанула.

## Епизоде
| Број | Наслов на српском                           | Наслов на енглеском               |
| ---- | ------------------------------------------- | --------------------------------- |
| 01   | Тајна                                       | Can You Keep a Secret?            |
| 02   | Деветар Цокулић                             | Sergeant Major                    |
| 03   | Излет на обалу мора                         | A Day at the Seaside              |
| 04   | Скитуљак                                    | Trampy                            |
| 05   | Рођенданско изненађење                      | Trampy's Birthday Surprise        |
| 06   | Пируета                                     | Margot                            |
| 07   | Чарли                                       | Charlie                           |
| 08   | Невреме у Ципелграду                        | A Rainy Day Problem               |
| 09   | Чај у великом малом шатору                  | Tea at the Little Big Top         |
| 10   | Забава у парку                              | Fun and Games in the Park         |
| 11   | Чарлијев ауто                               | Charlie's Car                     |
| 12   | Милек Чизмић спасилац                       | P.C. Boot to the Rescue           |
| 13   | Скитуљков сан                               | Trampy's Dream                    |
| 14   | Вашар у Ципелграду                          | The Fair Comes to Shoetown        |
| 15   | Невоља на ципелградској железничкој станици | Delay at Shoetown Railway Station |
| 16   | Шуњало                                      | Sneaker                           |
| 17   | Стала је ветрењача                          | The Windmill Has Stopped          |
| 18   | Посао за Шљапка                             | A Job for Wellington              |
| 19   | Пируетино огледало                          | Margot's Mirror                   |
| 20   | Нестали отпад (Вашар у добротворне сврхе)   | The Missing Jumble                |
| 21   | Траг од папира                              | The Paper Chase                   |
| 22   | Попка је нестала                            | Where's Baby Bootee               |
| 23   | Скитуљко коси траву                         | Trampy Mows the Lawn              |
| 24   | Трка санки                                  | The Great Sledge Race             |
| 25   | Тајанствено путовање                        | The Mystery Tour                  |
| 26   | Циркуска представа                          | Our Very Own Circus               |